# 外村与左衛門 (5代)
5代 外村 与左衛門（とのむら よざえもん、天和2年（1682年） - 明和2年3月2日（1765年4月21日））は、江戸時代中期の近江商人、総合繊維商社である外与の創業者と言われる。屋号は布屋、近江屋と言う。

## 生涯
5代目外村与左衛門は天和2年（1682年）に、近江国神崎郡金堂村（現滋賀県東近江市五個荘金堂町）の富農4代目与左衛門照信（通称岩之助）の嫡男として生まれ幼名長吉、通称長次郎、別に照敬と称した。記録によれば父である4代目と子の長吉親子は「元禄5年6月（1692年7月頃）から11月（12月）まで大病に罹り、4代目は（数え）39歳で働くことができなくなった」、富農とは言え病の父を持ち「（五代目は）元禄13年（1700年）の頃より商業に志を立てたのは是等の事情の一因（父親が病で働けなかった）となりしも」と、早い時から自立の念を強く持ち、これが商業に足を踏み入れる切っ掛けになったとしている。
実際、長次郎が家督を継ぐ前の元禄13年（1700年）数え19歳の時に「藤右衛門と二人で、元手もほとんどなく、布買問屋善右衛門に頼み布一駄（馬1頭に負わせる荷物の量）を仕入れた。長次郎は明石に行き小売を行い、藤右衛門は姫路に行ったが売れず、兵庫・大阪を回って堺で売り払った。600目（匁）の損を出し、自分（長次郎）の損分300目（匁）は親に内緒で調達して善右衛門に支払った。」との記録があり、家督を継ぐ前に資金を自由にできる宰領をもっていたことがわかる。また、元禄14年（1701年）には、商売で損を出したので、今度は田八反余りを人を雇い営んだが、これも利益を出すに至らなかったことが記録されている。ここで諦めず、長次郎は元禄15年（1702年）に、玉苧（麻玉）を仕入れ翌年には少し利益を出し、その後麻や布を買い晒にして販売し、借金をしながら少しずつ商売を進め、家督を継ぐ正徳3年（1713年）には、名古屋の近江屋伝六方へ紹介状を持ち商いに出かけた。これが本格的な持下り行商の始まりであった。なお、数え19歳で5代目与左衛門照敬が行った行商をもって外与の創業としている。元禄13年（1700年）に大和郡山城下に布屋の屋号で出店したとの記録があるが、金堂村の商人として記録されたのは1710年代に入ってである。
布商人として礎を築きつつあった正徳3年6月4日（1713年7月25日）父・4代目与左衛門照信が死去し、長次郎照敬が数え32歳で家督を継ぎ5代目外村与左衛門を襲名した。また、翌正徳4年位田村（現東近江市五個荘五位田町）五平の娘を妻とした。この時家産は、長次郎がよく父親を補佐し精力的に働いた結果22石1斗8升3合と、4代目が3代目より相続した資産18石5斗8升9合を僅かではあるが増やしていた。享保8年（1723年）の金堂村の記録には5代与左衛門を同村に二人いる商人の一人と記され、享保9年（1724年）の記録では松平甲斐守（大和郡山藩主・柳沢吉里、金堂村は柳沢吉里が郡山藩に移封された時に同藩領となった）御領分明細調べで「はた仕入れ商」と記された。
享保11年（1726年）には行商先も東は名古屋に留まっていたが東海道から江戸へと広げた。江戸への行商は「関ヶ原で同宿した奥村半七より不景気な近国より東国の方が売れる」との情報を得て、一旦帰村した後に八幡町（現・近江八幡市）の商人安兵衛に宿と荷物の管理を頼み、半七と同道して江戸に行った記録がある。五箇荘商人、八幡商人と出は異なるが近江商人同士情報を交換し、流通を協力し合うなど、動こうとする者には今で言うネットワークが存在していたことがわかる。
享保19年（1734年）、数え29歳の弟長次郎に田畑16石7斗8升4合に仏壇諸道具・元手少々を与え分家させることができる程に家産を増やす。延享5年（1748年）家督を長男長二郎に譲り隠居し、明和2年3月2日（1765年4月21日）数え84歳で死去した。なお、隠居した後寛延2年11月（1749年12月）、子の6代与左衛門（長二郎浄秋）に「先祖よりの遺訓を守り、百姓としての心得を忘れないよう、惣領跡持の申し伝えて行くように」との教えを残した。一人前の百姓であることが（近江商人の家の）惣領の条件と書き記した。6代目は元文3年（1738年）数え17歳の時から上州に行商を行い、行商人として父より指導を受けていた。5代与左衛門は総合繊維商社外与の創業者とされ、外与の社名は外村与左衛門の略称である。